# Altenauer Brauerei

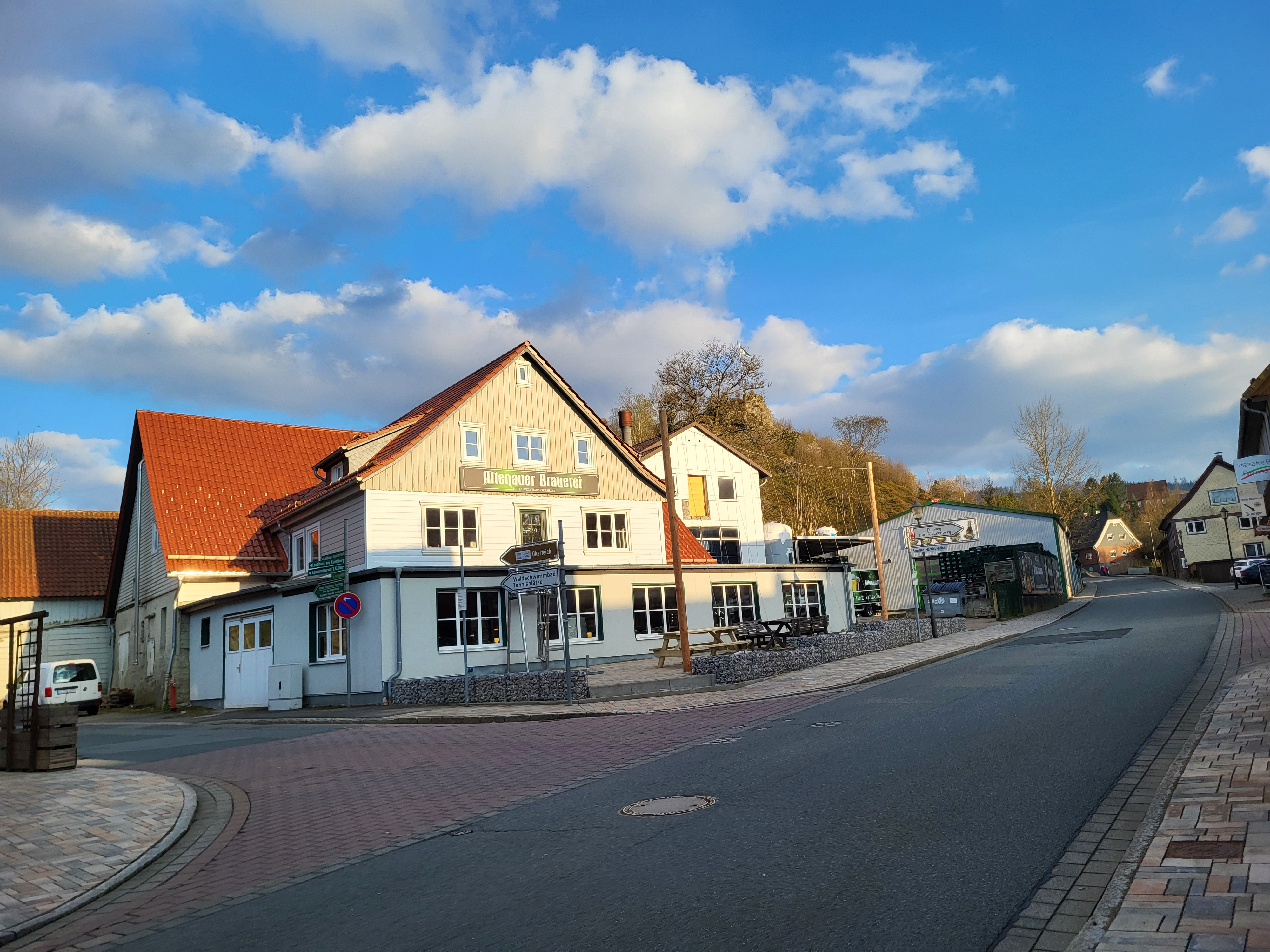
Altenauer Brauerei

Die Altenauer Brauerei GmbH ist ein 1617 gegründeter Brauereibetrieb in Altenau im Landkreis Goslar (Niedersachsen). Der Ausstoß des Unternehmens liegt bei jährlich rund 9000 Hektoliter.

## Geschichte

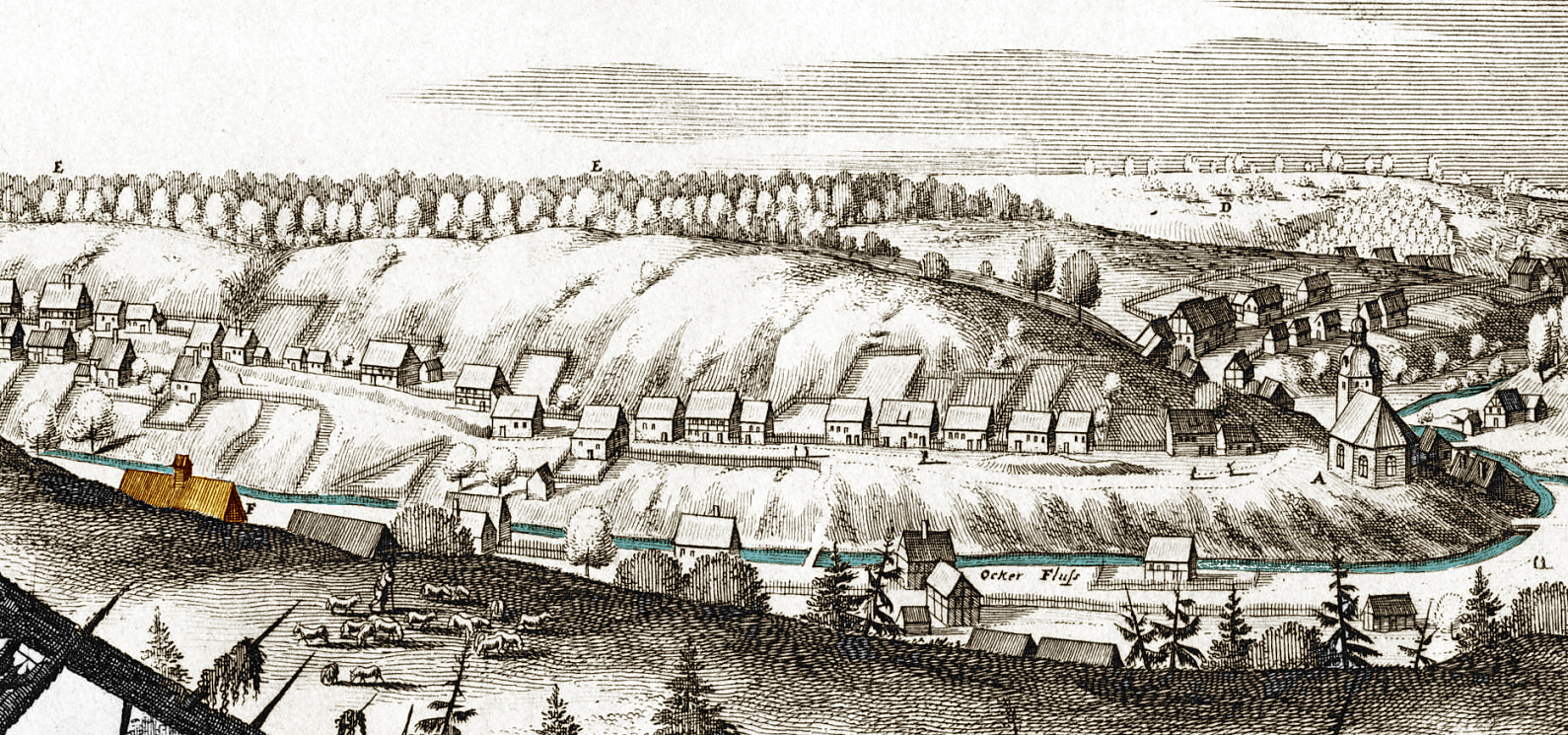
Merian-Stich von Altenau von 1650 mit dem Brauhaus (nachträglich braun koloriert)

### 1617–1900 Städtisches Brauhaus
Die Geschichte der Brauerei ist eng mit der Ortsgeschichte verbunden. Mit der Vergabe des Stadtrechts im Jahr 1617 erhielt Altenau auch das Braurecht. Brauberechtigte Häuser stellten bis 1622 ihr Bier selbst her, ehe ein zentrales Kommunbrauhaus an der Kreuzung zur Kleinen Oker errichtet wurde, das auch auf dem Merian-Stich von 1650 zu sehen ist. Als städtische Einrichtung stand der eigens bestellte Braumeister unter Aufsicht der Stadt, der auch die Reihenfolge der Brauberechtigten festlegte. 1672 wurde ein neues Brauhaus am selben Standort errichtet. Gebraut wurden Süß- und Gosebier, das auch in den örtlichen Schankwirtschaften verkauft wurde. Der Erlös vom Verkauf des Bieres ging in eine Bierakzise über, die der Unterstützung von Kirche und Schule diente. Bis 1754 wurde etwa 60-mal pro Jahr gebraut, ab 1754 nur etwa 30-mal. Die Organisation und die Verwaltung der Brauerei unterstanden, bis 1815, der Stadt. Am 25. Februar 1815 kam es jedoch zu Beschwerden mehrerer Brauberechtigter gegen die Braumeister Löding und Fahlbusch, so dass ein Brauadministrator und ein Braukontrolleur bestellt wurden, die den Brauberechtigten mehr Mitspracherecht einräumten.
Aufgrund ungünstiger Wirtschaftsverhältnisse musste erstmals 1831 über den Fortbestand der Einrichtung beraten werden. 1853 übernahmen acht Braudeputierte die Wahrnehmung der Interessen der brauberechtigten Bürger, als Vorsteher wird ein Jahr später Friedrich Hoffmeister genannt.  Im Jahr 1870 zählte die Bergstadt insgesamt 176 Wohnhäuser, von denen 152 als brauberechtigt galten. Bis 1904 galt die Stadt selbst als Eigentümer der Anlagen. Das Amtsgericht Zellerfeld entschied in einem Urteilsspruch, dass rechtlich die ab 1898 gegründete Braugenossenschaft namens „Brauerei Altenau der brauberechtigten Bürgerschaft“ Eigentümer sei, obwohl die Stadt weiterhin als Eigentümer im Grundbuch stünde. Von 1901 bis 1956 befand sich das Spritzenhaus auf dem Gelände der Brauerei.

### 1919–2012, Brauerei Paul Kolberg

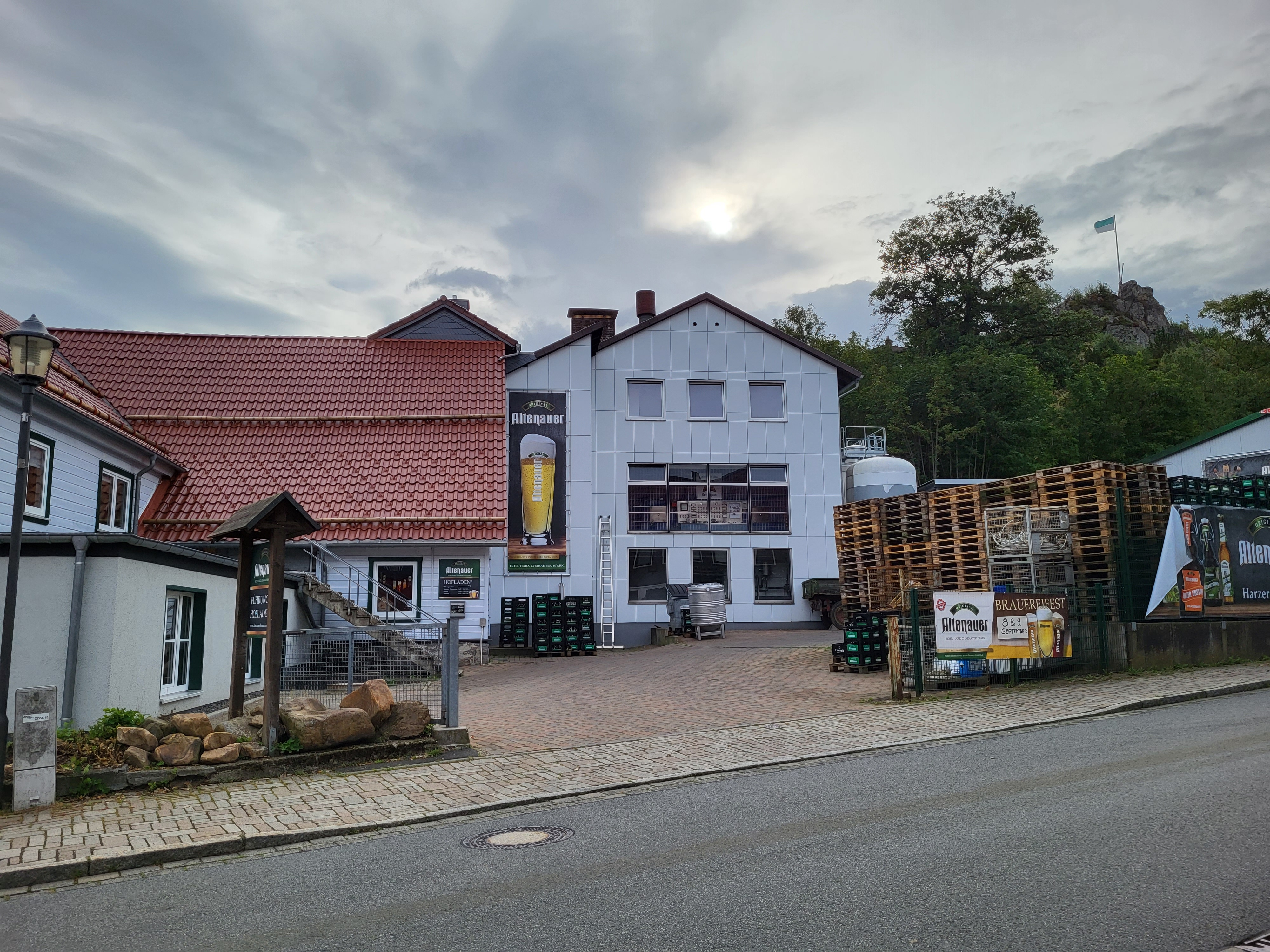
1975 errichtetes Sudhaus, links Altbau. Aufnahme von 2023

Am 18. Februar 1919 erklärte der Stadtrat offiziell, dass die Brauerei nun von einem Verwaltungsausschuss der brauberechtigten Bürger geleitet werde und sich in deren Eigentum befinde. Zwei Monate später kam die Mitteilung des Ausschusses, dass die Verkaufsverhandlungen schweben. Am 15. Mai 1919 erhielt der damalige Braumeister des Betriebs Hermann Kolberg den Verkaufszuschlag. Nach dem Tod von Hermann Kolberg übernahm Paul Kolberg den Betrieb seines Vaters, welcher in den 1950er Jahren den brauereieigenen Brunnen auf 107 Meter vertiefen ließ. Bis zum Ende des Zweiten Weltkriegs war der Ostharz ein wesentliches Absatzgebiet. Anschließend kam es durch die Innerdeutsche Grenze zu herben Einschnitten im Vertrieb, so dass man die Bierproduktion bis 1967 zeitweise einstellte und sich auf die Herstellung von Limonaden beschränkte. 1964 stieg sein Sohn Hartmut Kolberg in die Brauerei ein. Dieser ließ 1967 neue Lagerkeller, Gärtanks und 1975 ein neues Sudhaus mit drei Suden errichten, deren Fassungsvermögen insgesamt 300 Hektoliter beträgt. Bis 2005 führte Kolberg das Unternehmen. Von 2005 bis 2012 führte Andreas Marx die Brauerei Paul Kolberg GmbH.

### 2012–2021 Klosterkammer Hannover

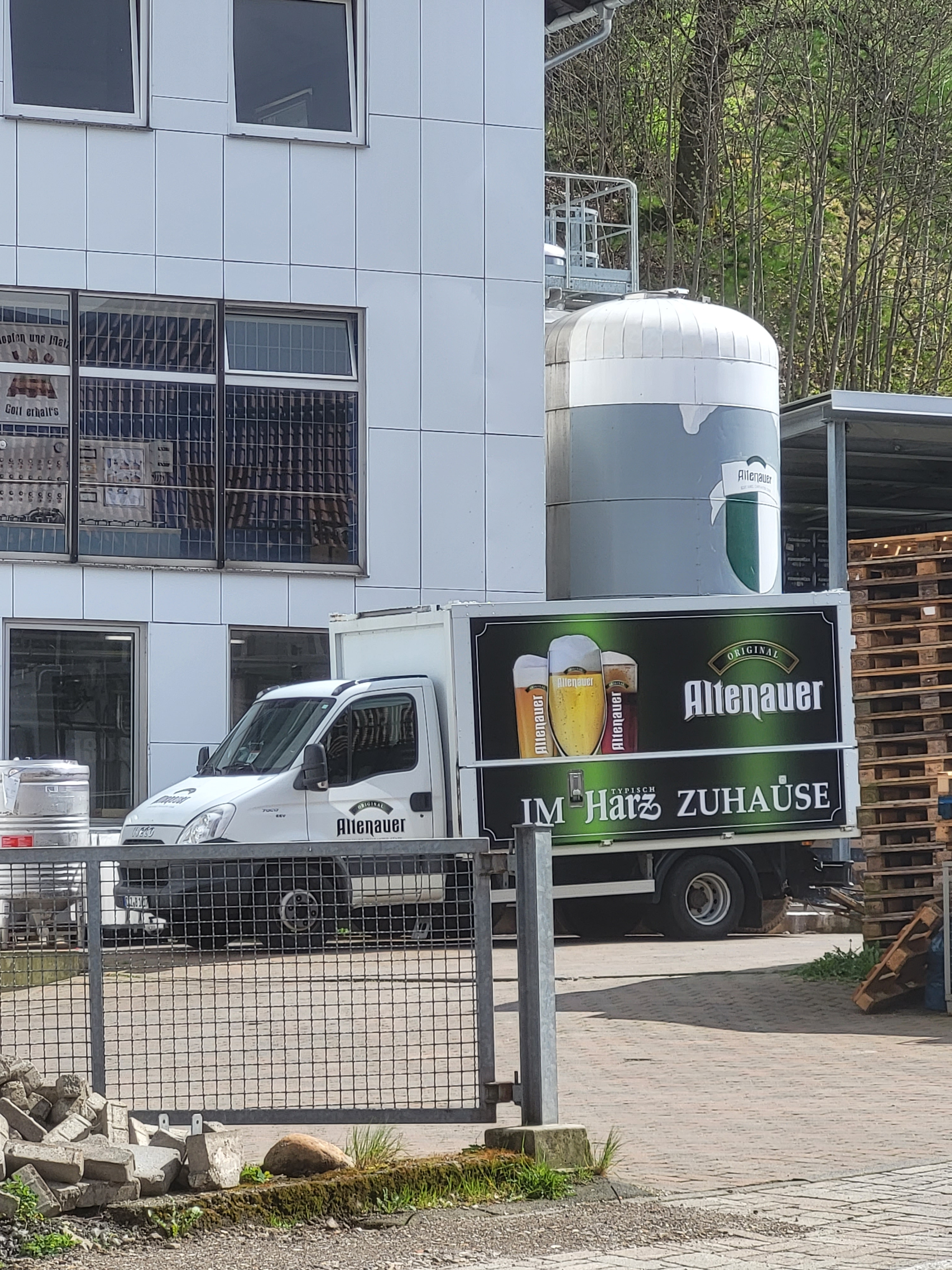
Lieferfahrzeug der Brauerei, 2024

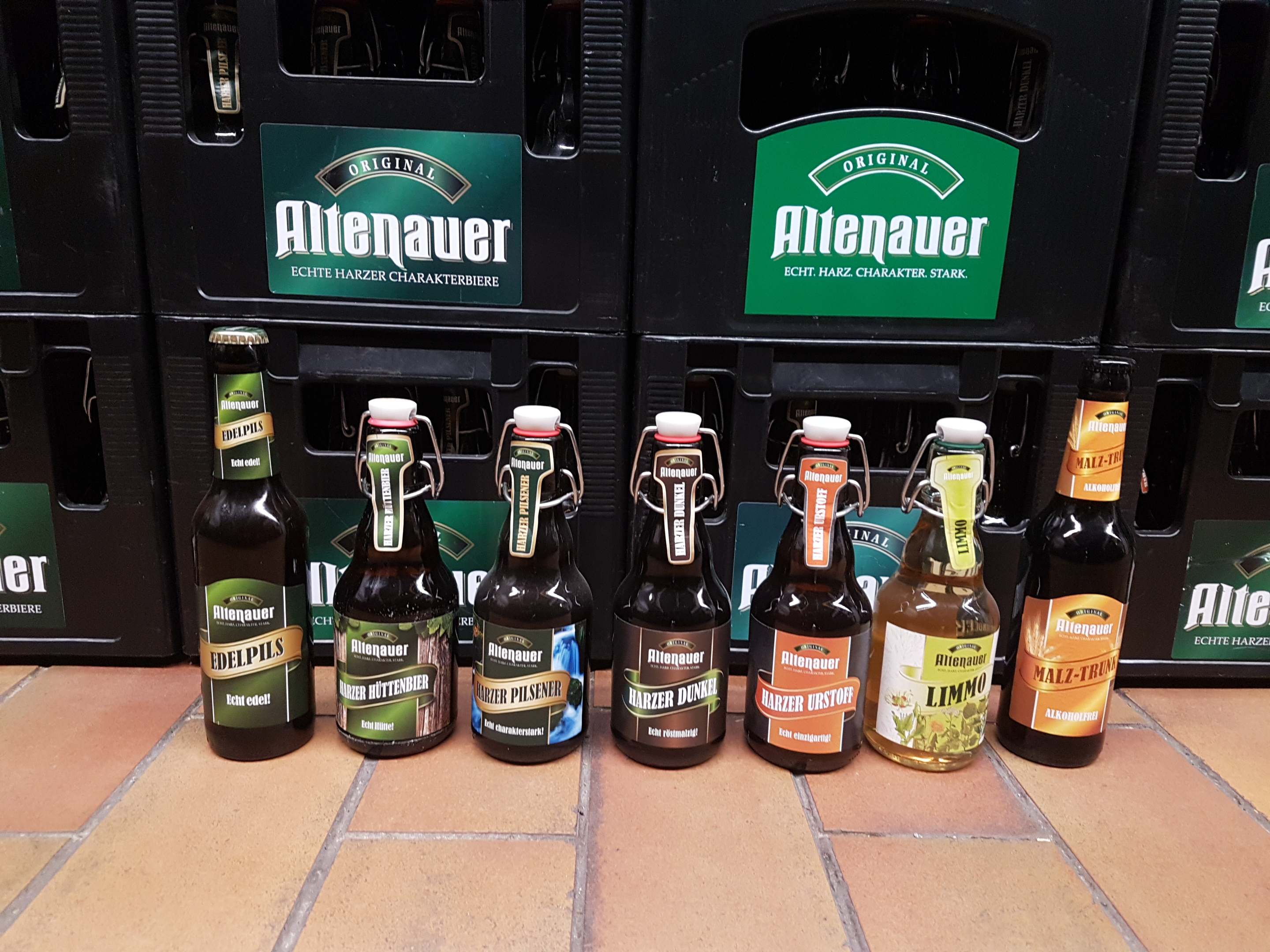
Verschiedene Getränkeprodukte der Altenauer Brauerei (Auswahl, 2021)

2012 ging das Unternehmen in die Insolvenz. Käufer für 230.000 Euro war die Klosterkammer Hannover, die durch das Klostergut Wöltingerode den Betrieb fortsetzte und die Marke Altenauer übernahm. Für Aufsehen sorgte 2013 eine Werbung der Brauerei, in der eine „moderne Hexe“ bauchfrei, in enger Hose auf einem Besen für ein Produkt der Brauerei warb. Der Landesfrauenverband bekundete Protest. 2013 ließ man das gebraute Bier per Tanklastzug in die Westheimer Brauerei bringen, nachdem die Abfüllanlage aus den 1960er Jahren nicht mehr zu reparieren war. 2014 kam es zur größten Investition in Höhe von 1,9 Millionen Euro der Klosterkammer in die Brauerei, nachdem eine neue Produktionshalle samt Abfüll-, Flaschen- und Kistenreinigungsanlage am Fuß der Schützenklippe errichtet wurde. Bei den 2017 vorgestellten Craft-Bieren Klosternacht und Klosterkeller stellte sich heraus, dass das Bier mit Holzchips versehen wurde, statt wie auf dem Etikett beworben, im Holzfass gelagert zu sein. Seit 2017 lässt die Braugenossenschaft NORDSTADT braut! eG mit über 520 Mitgliedern und Sitz im hannoverschen Stadtteil Nordstadt in Altenau mehrmals jährlich in Altenau ihre Biere 30167 Pils und Haltenhopf II produzieren und abfüllen.

### Ab 2021 Altenauer Brauerei GmbH
Ende Januar 2021 erklärte die Klosterkammer, die Brauerei zum 1. Februar schließen zu wollen, nachdem Investitionen in Höhe von 2 Millionen Euro am Sudhaus hätten getätigt werden müssen, um einen Fortbestand der Brauerei zu gewährleisten. Auch sei der gewünschte Absatz in Höhe von jährlich 16.000 Hektolitern nicht erreicht worden. Nachdem die Klosterkammer die kurzfristige Schließung des Unternehmens bekannt gegeben hatte, löste dies Protest in Bevölkerung und Politik aus. Geforderte Nachverhandlungen mit potentiellen Käufern brachten einen positiven Ausgang der Verhandlungen, so dass ein Konsortium, bestehend aus Braumeister Joachim Kilian, Familie Schneider und dem Fruchtsafthersteller Creydt aus Dassel, den Betrieb seit April 2021 als Altenauer Brauerei GmbH fortführt.
Im Februar 2022 investierten die Inhaber in zwei temperierbare Gärtanks mit je 25.000 Liter Fassungsvermögen sowie 12 Lagertanks, deren Fassungsvermögen insgesamt 1040 Hektoliter beträgt. Hinzu kamen weitere technische Erneuerungen wie vollautomatische Anlagen zum Befüllen und Entleeren von Getränkekisten und Sanierungen von Gebäuden. Seit 2022 wird das Northeimer Georgsbier in der Brauerei abgefüllt. Im Rahmen des 250. Geburtstags der TU Clausthal hat die dortige Forschungsbrauerei gemeinsam mit der Altenauer Brauerei ein eigens für diesen Anlass entwickeltes Jubiläums-Bier herausgebracht.

## Produktion und Vertrieb
Die Produktpalette der Braustätte in Altenau wird unter den Marken Altenauer und Harzer (u. a. Hüttenbier, Urstoff) vertrieben. Das Sortiment der Brauerei trägt seit 2013 die Auszeichnung „Typisch Harz“. Der Hopfen für die Biere stammt aus Tettnang und die Gerste wird aus Wöltingerode bezogen. 2012 lag der jährliche Ausstoß der Braustätte im Besitz anderer Unternehmen bei 5300, 2020 bei 8000 Hektolitern. Ein Jahr später konnte die Produktionsmenge auf 8500 Hektoliter erhöht werden. 2023 steigerte sich der Ausstoß auf 9000 Hektoliter, womit sich die Brauerei, nach Aussage des Braumeisters, im Bereich ihrer Obergrenze befinde.